# Obelisco Esquilino

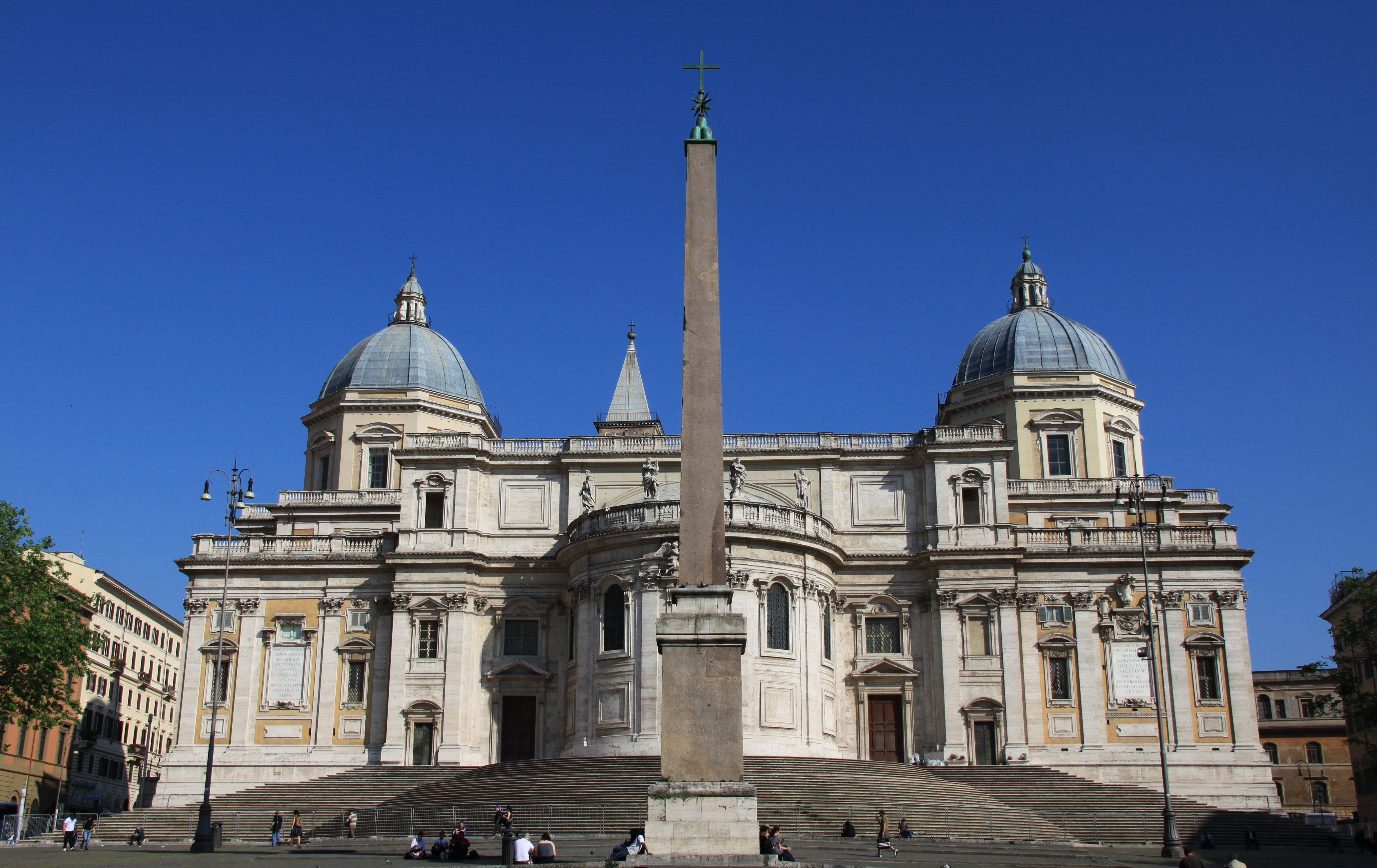
Ansicht der Rückseite von Santa Maria Maggiore mit dem Obelisken

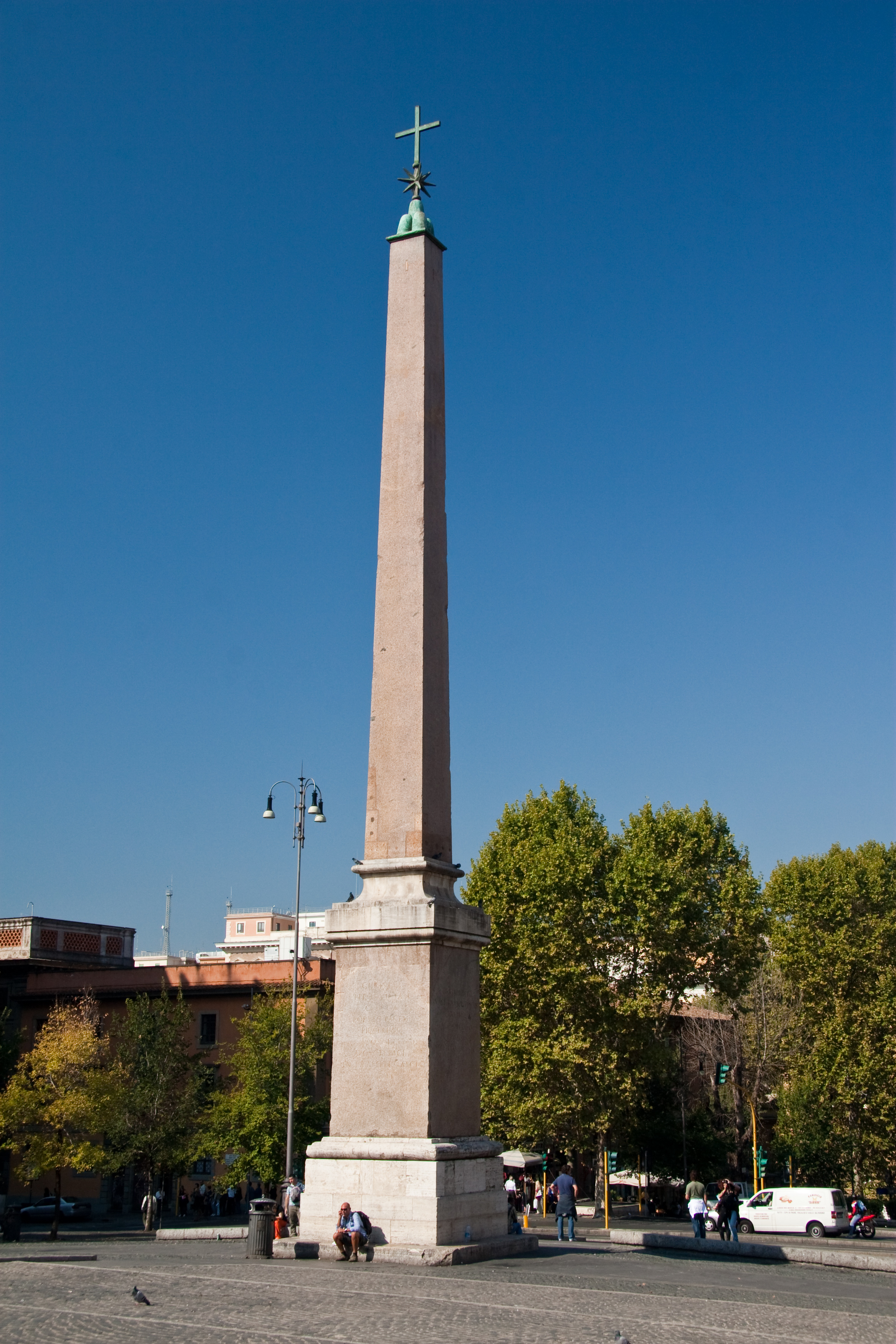
Ansicht des Obelisken

Der Obelisco Esquilino oder Obelisco Liberiano ist ein römischer Obelisk. Er befindet sich hinter der Basilika Santa Maria Maggiore auf der Piazza dell’Esquilino.

## Beschreibung
Der Obelisk hat eine Höhe von 14,75 Metern. Mit dem Sockel von 25,53 Metern. Er wurde aus Rosengranit aus Ägypten geschlagen und ist nicht beschriftet. 

## Geschichte
Er ist das Gegenstück zum Obelisken der heute auf der Piazza del Quirinale steht. Die Obelisken wurden vermutlich in der Regierungszeit Domitians hergestellt und vor dem Eingang des Augustusmausoleum aufgestellt.
Der Obelisk wurde im 4. Jahrhundert von Ammianus Marcellinus noch als aufrecht stehend beschrieben.
Unter Papst Leo X. wurden die Obelisken 1519 am Mausoleum des Augustus ausgegraben, zunächst aber nicht wieder aufgerichtet. Die Bruchstücke der Obelisken wurden in einer Straße in der Nähe aufbewahrt und dort von Baldassare Peruzzi und Antonio da Sangallo gezeichnet und vermessen.
Erst Sixtus V. beauftragte Domenico Fontana den Obelisken 1587 an seinem heutigen Standort bei Santa Maria Maggiore aufzustellen. Er wurde mit einem Kreuz und dem Wappen der Familie Peretti, der Familie des Papstes, bekrönt.
Er sollte den Pilgern, die aus Richtung Norden kamen, als Wegweiser dienen.